# Уильям III д’Обинье
Уильям III д’Обинье (англ. William d’Aubigné), известный также как Уильям де Альбини (англ. William de Albini; около 1151 — 6 мая 1236) — английский аристократ, феодальный барон Бельвуар с 1167/1168 года, старший сын Уильяма II д’Обинье и Матильды (Мод) де Санлис. Во время правления Ричарда I Львиное Сердце занимал ряд должностей: был шерифом Ратленда в 1195—1198 годах, Уорикшира в 1196 и 1198 годах, Бедфордшира и Бакингемшира в 1197—1199 годах, а также королевский разъездной судья в 1194 и 1198—1199 году.
После вступления на престол Иоанна Безземельного Уильям сначала пользовался королевским расположением, но во время Первой баронской войны оказался в составе умеренной баронской оппозиции. Он был одним из 25 баронов, назначенных оппозицией гарантами выполнения королём Великой хартии вольностей. В декабре 1215 года Уильям попал к королю в плен и был заключён в замке Корф; пробыв там до ноября 1216 года, он получил свободу только после уплаты части выкупа, а также был вынужден оставить под залог оставшейся суммы жену и одного из сыновей. После освобождения Уильям оказался в числе сторонников нового короля Генриха III. Он принимал участие в битве при Линкольне в 1217 году и осаде замка Байтем в 1221 году.

## Происхождение
Уильям происходил из английского рода бретонского происхождения. Его родоначальником был Уильям д’Обинье Брито, младший сын бретонского сеньора Мэна д’Обинье, центром владений которого был Сент-Обен-д’Обинье в современном французском департаменте Иль и Вилен, от брака с нормандкой Аделизой де Богун. Он перебрался в Англию в начале XII века и верно служил королям Генриху I и Стефану Блуаскому. Уильям Брито владел землями в Линкольншире, Лестершире, Эссексе, Хартфордшире и Нортгемптоншире, большая часть из которых или все принадлежали его жене Сесилии Биго, дочери Роджера I Биго от брака с Алисой де Тосни. По матери Сесилия была внучкой Роберта I де Тосни, унаследовав владения Тосни. Благодаря этому Уильям Брито в 1130-е годы получил феодальную баронию Бельвуар, а также стал королевским кастеляном одноимённого замка, ставшего резиденцией семьи.
Наследником Уильяма Брито стал его старший сын Уильям II Мешин, который женился на Матильде де Санлис. Она была дочерью Роберта де Клера, родоначальника баронского рода Фицуолтеров и близкого родственника графов Хартфорд, и Мод де Санлис, происходившей из рода, владевшего титулами графа Нортгемптона и Хантингдона. Наследником Уильяма II был его единственный сын Уильям III.

## Ранняя карьера
Точный год рождения Уильяма неизвестен, но родиться он должен был около 1151 года, поскольку его признали совершеннолетним около 1172 года. В 1167 или 1168 году умер Уильям II, оставив наследником несовершеннолетнего сына Уильяма III. Барония Бельвуар оказалась под королевской опекой, а детям покойного барона выплачивалось денежное довольствие. Мать Уильяма, Матильда, вскоре после смерти мужа вышла замуж за Ричарда де Лювето, который согласно хартии Симона III де Санлиса, графа Нортгемптона и Хантингдона, двоюродного брата Матильды, был хранителем баронии Бельвуар в 1168—1170 годах. В качестве свидетеля этой хартии упоминается также Уильям. Матильда дожила минимум до 1185 года, когда уже вторично овдовела.
В права наследования Уильям вступил около 1172 года. Он засвидетельствовал несколько грамот короля Генриха II в Англии и Нормандии, а в 1190—1193 годах был констеблем замка Пик. Во время восстания принца Джона, графа Мортена, брата короля Ричарда I Львиное Сердце (и будущего короля, вошедшего в историю под именем Иоанна Безземельного), Уильям сохранил верность королю, за что его вознаградили поместьем, конфискованным у мятежника Роджера де Монбегона. В 1194 году Уильям был в составе делегации, которая отправилась в Шпайер, чтобы встретить возвращавшегося из плена короля Ричарда I. В дальнейшем он был шерифом в нескольких графствах: Ратленд в 1195—1198 годах, Уорикшир в 1196 и 1198 годах, а также Бедфордшир и Бакингемшир в 1197—1199 годах. Кроме того, в 1194 и 1198—1199 году он был королевским разъездным судьёй.

## Баронская война
После вступления на престол Иоанна Безземельного Уильям в первое время пользовался его огромным расположением. В начале правления нового короля он помогал собирать талью (земельный налог) в Глостере и Бристоле, а также, возможно, некоторое время был «иудейским судьёй» и констеблем замка Корф. Уильям регулярно появлялся при дворе, также его постоянно освобождали от уплаты налогов. Он отправлял своих рыцарей в королевские кампании в Нормандию и Ирландию, в 1208 году вновь был королевским разъездным судьёй, а в 1208—1211 годах служил хранителем портов Линкольншира и Йоркшира. К 1210 году Уильям смог погасить все долги короне, в том числе и выплатить несколько штрафов, которые он получил в обмен за право на получение дополнительных владений.
Несмотря на королевскую благосклонность, Уильям, судя по всему, задолго до баронского восстания 1215 года критиковал королевское правительство. Так в 1201 году он оказался среди баронов, которые возражали против службы в Нормандии. Кроме того, король позволил Уильяму сохранить замок Бельвур только при условии, что тот отдаст в заложники одного из своих сыновей. В 1213 году Обинье был среди баронов, которых послали для выслушивания жалоб жителей Линкольншира и Йоркшира на злоупотребления королевской администрации. Решающим фактором для этого, судя по всему, было родство Уильяма с рядом недовольных баронов, в частности, Робертом Фицуолтером и Робертом де Росом. В мае или июне 1215 года он оказался среди восставших против короля. Осенью Обинье был назван одним из 25 баронов, которые должны были гарантировать выполнение королём положений Великой хартии вольностей. В то время как другие повстанцы собирались на юге Англии, он задержался с отправлением и стал командовать защитой Рочестерского замка. Хотя его гарнизон оказал доблестное сопротивление королевским войскам, но из-за наступившего голода в декабре Обинье был вынужден сдаться и был заключён в замок Корф.
Первоначально король собирался повесить Уильяма, но сохранил ему жизнь, когда гарнизон замка Бельвуар сдался после обещания не казнить Обинье. Остававшаяся на свободе Агата, жена Уильяма, в июле 1216 года смогла договориться об освобождении мужа, за что был назначен выкуп в 6 тысяч марок. Из них тысяча была выплачена в ноябре того же года, после чего он получил свободу; в качестве заложников его место заняли жена и один из сыновей.
В это время вместо умершего Иоанна Безземельного королём стал его малолетний сын Генрих III. Уильям сохранил ему верность. В 1217 году, в последние месяцы баронской войны, он был констеблем Слифорда и Моултона, а также одним из командующих королевской армии, одержавшей победу в битве при Линкольне. В следующем году Обинье вновь был королевским разъездным судьёй, а в 1221 году он сыграл ведущую роль в осаде замка Битем, где укрепился восставший против короля Уильям де Форс, граф Омальский. Верность Уильяма была вознаграждена: его жена была выпущена из замка Корф в 1217 году, хотя другие его заложники получили свободу только в 1220 году. А в 1223 году королевское правительство согласилось заменить остаток выкупа в 5 тысяч марок на ежегодные выплаты в 40 марок.

## Наследство
Уильям умер 6 мая 1236 года в своём поместье Уффингтон в Линкольншире и был похоронен в монастыре Бельвуар, которому, как и его предки, покровительствовал при жизни. Кроме Бельвуара, он делал пожертвования монастырю Святого Неотса, а также основал больницу Ньюстед в Стэмфорде, на месте которой позже был основан августинский одноимённый монастырь.
Уильям был женат дважды. От первой жены, Марджери, дочери Одинеля II де Умфравиля, барона Прадо, у него родилось 4 сыновей, старший из которых, Уильям IV наследовал отцу, но умер в 1242 году, оставив наследницей единственную дочь Изабеллу, которая вышла замуж за Роберта де Роса.

## Брак и дети
1-я жена: Марджери, дочь Одинеля II де Умфравиля, барона Прадо. Дети:
- Уильям IV д’Обинье (умер в 1242), феодальный барон Бельвуар с 1236[4][5].
- Роберт д’Обинье[4][5].
- Одинель д’Обинье[4][5].
- Николас д’Обинье[4][5].

2-я жена: после 1198/1199 Агата Труссебут (умерла в 1247), дочь Уильяма II Трусебута, барона Хунсинора в Йоркшире, и Альбереды д’Аркур, вдова Хамо Фиц-Хамона де Волвертона. Детей от этого брака не было.